# Massy TGV
Massy TGV – dworzec kolejowy przeznaczony dla pociągów TGV, zbudowany na północnym krańcu linii LGV Atlantique, na południowych przedmieściach Paryża, na granicy miast Massy i Palaiseau. W bezpośrednim sąsiedztwie dworca TGV znajduje się dworzec kolei podmiejskiej RER Massy-Palaiseau.
Dworzec posiada cztery tory, z czego dwa środkowe pozwalają pociągom TGV na przejazd bez zatrzymania a pozostałe 2 są położone przy dwóch peronach, umieszczonych na zewnątrz torów przelotowych. Zatrzymują się na nim głównie pociągi omijające Paryż.